# Арторії
Арторій (лат. Artorius) — номен давньоримського роду Арторіїв (gens Artoria). Джерело походження родового імені досить незрозуміле та суперечливе; за однією версією первинне значення прізвища — орач, але латиною «орач» — це arātor, а не artor (по суті, родовим ім'ям, що походить від arātor, є Arātrius; зустрічається в написах з Аквіли, Алтінума, Пола та Монтефальконе). За другою, найвірогіднішою версією, родове ім'я «Арторій» походить від преномена «Артор», який, у свою чергу, походить від етруського імені «Арнтур» (Arnthur) 
Власне родина Арторіїв походить із Кампанії; інші гілки роду проживали в Далмації, Африці, Галлії та Єгипті. Найбільш притаманними цьому роду преноменами були Марк (Marcus), Гай (Gaius) та Луцій (Lucius).

## Відомі представники

### Чоловіки
- Марк Арторій (Marcus Artorius) — лікар з по́чту Октавіана Августа, один із друзів останнього.
- Марк Арторій (Marcus Artorius) — писар, який жив у Помпеях під час їхнього зруйнування.
- Луцій Арторій Каст (Lucius Artorius Castus) — найвидатніший представник роду Арторіїв, воєначальник II—III століття, якого деякі дослідники вважають історичним прототипом короля Артура.

### Жінки
- Арторія Клеопатра (Artoria Cleopatra) — жінка, що жила в Єгипті за часів Марка Антонія.
- Арторія Флацилла (Artoria Flaccilla) — дружина Децима Новія Пріска, який через свою дружбу з Сенекою впав у немилість імператора Нерона і відправлений у вигнання.

## Інші факти
Сучасне ім'я Артур за однією з версій походить від родового імені Арторій. Це припущення відображається в поемі  «Artorius» (1972)  (1918—2006).